# Абдалла, Исмаил Сабри
Исмаил Сабри Абдалла́ (25 декабря 1923, Эль-Минья — 6 ноября 2006, Каир) — египетский экономист, политический деятель.

## Биография
Окончил в 1946 году юридический факультет Каирского университета. В 1951—1954 годах преподавал в Александрийском университете, в 1954—1956 годах — профессор Каирского университета. В 1957—1959 годах руководитель исследовательского отдела государственной «Общей экономической организации Египта».
В 1959—1964 годах был арестован как один из руководителей марксистских групп в стране. В 1965—1969 годах редактор издательства «Дар-эль-Маариф», в 1969—1971 и в мае 1975 года директор «Института планирования». С 1971 года заместитель министра планирования, в 1972—1974 годах министр планирования Египта.
Один из основателей (1977) и руководителей «Национально-прогрессивной (левой) партии». Член-основатель и председатель (1983) «Форума учёных развивающихся стран»; президент «Совета по социально-экономическим проблемам Африканского континента». Автор трудов по социально-экономическим проблемам развивающихся стран.
Умер после продолжительной болезни 6 ноября 2006 года в Каире.